# Спас-Талицьке сільське поселення
Спас-Тали́цьке сільське поселення (рос. Спас-Талицкое сельское поселение) — адміністративна одиниця у складі Орічівського району Кіровської області Росії. Адміністративний центр поселення — село Спас-Талиця.

## Історія
Станом на 2002 рік на території сучасного поселення існували такі адміністративні одиниці:
- Орічівський сільський округ (село Камешниця, селища Майський, Соціалістічеський, присілки Булдачиха, Жгулеви, Зам'ятіни, Кокоріни, Котіки, Морозови, Мартинови, Новожили, Озерне, Платоновці, Помаскіни, Пуста, Рай, Репні, Решетніки, Сергієви, Толстікови, Трапіцини, Тюмень, Хорошавіни, Чорнопеньє, Чуркіни, Шипіцини)
- Спас-Талицький сільський округ (село Спас-Талиця, селище 907 км, 919 км, Луговий, присілки Бехтері, Борки, Вауліни, Великі Лобастови, Втюріни, Голіцини, Гребенщики, Дунаєви, Запольє, Золота Гора, Кормічі, Крисови, Мокушичі, Назимки, Овсянніки, Ремеші, Рогожніки, Руські, Середиш, Смоліха, Сусідки, Смірнови, Тупіцини, Уланови, Цепелі, Шишкіни)

Поселення були утворені згідно із законом Кіровської області від 7 грудня 2004 року № 284-ЗО у рамках муніципальної реформи шляхом перетворення відповідних сільських округів. 2012 року Орічівське сільське поселення було приєднане до складу Спас-Талицького.

## Населення
Населення поселення становить 919 осіб (2017; 914 у 2016, 960 у 2015, 1014 у 2014, 992 у 2013, 991 у 2012, 969 у 2010, 1091 у 2002).

## Склад
До складу поселення входять 53 населених пункти:
| Населений пункт            | Населення, осіб (2002) | Населення, осіб (2010) |
| -------------------------- | ---------------------- | ---------------------- |
| 907 км, присілок           | 0                      | 0                      |
| 911 км, селище             | 0                      | -                      |
| Бехтері, присілок          | 0                      | 0                      |
| Борки, присілок            | 4                      | 2                      |
| Булдачиха, присілок        | 2                      | 0                      |
| Вауліни, присілок          | 7                      | 1                      |
| Великі Лобастови, присілок | 13                     | 12                     |
| Втюріни, присілок          | 5                      | 3                      |
| Голіцини, присілок         | 9                      | 11                     |
| Гребенщики, присілок       | 6                      | 2                      |
| Дунаєви, присілок          | 95                     | 88                     |
| Жгулеви, присілок          | 0                      | 0                      |
| Зам'ятіни, присілок        | 10                     | 5                      |
| Запольє, присілок          | 6                      | 10                     |
| Золота Гора, присілок      | 0                      | 1                      |
| Камешниця, село            | 157                    | 154                    |
| Кокоріни, присілок         | 2                      | 0                      |
| Кормічі, присілок          | 1                      | 1                      |
| Котіки, присілок           | 0                      | 0                      |
| Крисови, присілок          | 2                      | 2                      |
| Луговий, селище            | 51                     | 0                      |
| Майський, селище           | 42                     | 23                     |
| Мартинови, присілок        | 1                      | 0                      |
| Мокушичі, присілок         | 5                      | 8                      |
| Морозови, присілок         | 0                      | 1                      |
| Назимки, присілок          | 30                     | -                      |
| Новожили, присілок         | 0                      | 0                      |
| Овсянніки, присілок        | 3                      | 6                      |
| Озерні, присілок           | 50                     | 28                     |
| Платоновці, присілок       | 3                      | 0                      |
| Помаскіни, присілок        | 110                    | 92                     |
| Пуста, присілок            | 2                      | 0                      |
| Рай, присілок              | 0                      | 5                      |
| Ремеші, присілок           | 1                      | 1                      |
| Репні, присілок            | 0                      | -                      |
| Решетніки, присілок        | 10                     | 5                      |
| Рогожніки, присілок        | 0                      | 0                      |
| Руські, присілок           | 4                      | 2                      |
| Сергієви, присілок         | 4                      | 8                      |
| Середиш, присілок          | 13                     | 19                     |
| Смирнови, присілок         | 98                     | 71                     |
| Смоліха, присілок          | 3                      | 8                      |
| Соціалістічеський, селище  | 1                      | 3                      |
| Спас-Талиця, село          | 277                    | 348                    |
| Сусідки, присілок          | 2                      | 2                      |
| Толстікови, присілок       | 0                      | 2                      |
| Трапіцини, присілок        | 10                     | 10                     |
| Тупіцини, присілок         | 1                      | 2                      |
| Тюмень, присілок           | 0                      | 0                      |
| Уланови, присілок          | 15                     | 18                     |
| Хорошавіни, присілок       | 2                      | 0                      |
| Цепелі, присілок           | 0                      | 0                      |
| Чорнопеньє, присілок       | 8                      | 2                      |
| Чуркіни, присілок          | 0                      | 0                      |
| Шипіцини, присілок         | 11                     | 3                      |
| Шишкіни, присілок          | 15                     | 10                     |